# Ној-Анспах
Ној-Анспах (њем. Neu-Anspach) град је у њемачкој савезној држави Хесен. Једно је од 13 општинских средишта округа Хохтаунус. Према процјени из 2010. у граду је живјело 14.913 становника. Посједује регионалну шифру (AGS) 6434007.

## Географски и демографски подаци
Ној-Анспах се налази у савезној држави Хесен у округу Хохтаунус. Град се налази на надморској висини од 342 метра. Површина општине износи 36,1 km². У самом граду је, према процјени из 2010. године, живјело 14.913 становника. Просјечна густина становништва износи 413 становника/km².

## Међународна сарадња
| Мјесто | Држава    | Врста сарадње | Од    |
| ------ | --------- | ------------- | ----- |
|        | Француска | партнерство   | 1982. |
| Талгау | Аустрија  | партнерство   | 1973. |
| Извор  |           |               |       |